# Chevron (empresa)
A Chevron, com sede nos Estados Unidos, é uma das grandes empresas mundiais do ramo energético, especialmente petrolífero. É uma Supermajor, ou seja, uma das maiores empresas petrolíferas do mundo, integrando o chamado Big Oil — o lobby da energia —, que desfruta de grande poder econômico e influência política, particularmente nos Estados Unidos. De acordo com uma pesquisa de 2019, a Chevron foi responsável pela emissão de 43,35 bilhões de toneladas de CO₂ entre 1965 e 2017, sendo a segunda empresa com as emissões mais altas do mundo, atrás apenas da Saudi Aramco.
Em 2022, foi considerada a 16ª maior empresa dos EUA, segundo a Fortune.

## História

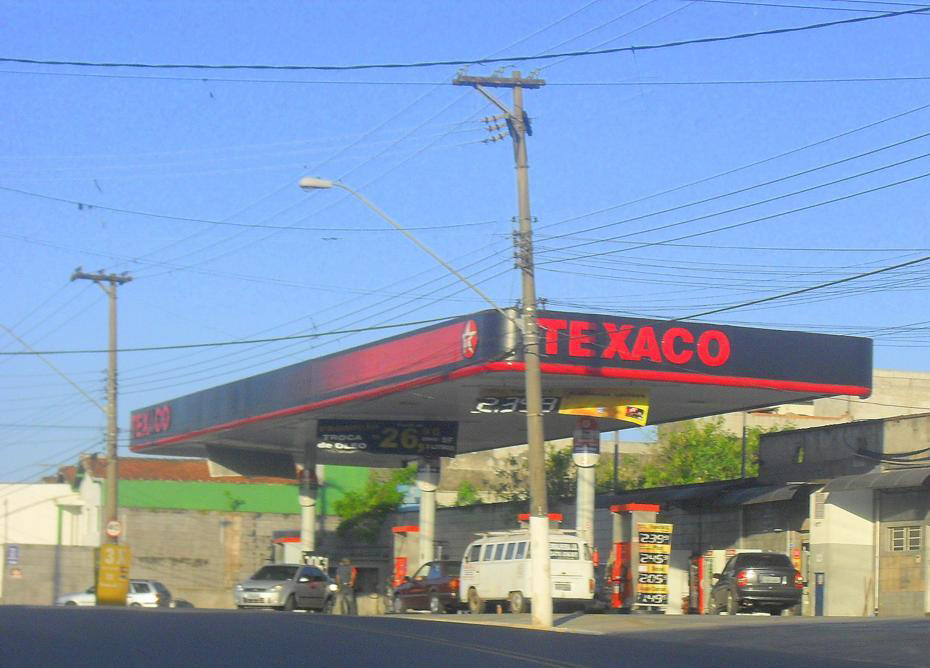
Posto Texaco

A Chevron foi uma das empresas resultantes da divisão da Standard Oil Company. Era inicialmente conhecida como Standard Oil California, ou Socal. Fez parte do grupo conhecido como sete irmãs -  as sete maiores empresas petrolíferas do início do século XX.
Em 1933, a Socal conseguiu a concessão do governo da Arábia Saudita para prospecção de petróleo no país. Em 1938, a empresa encontrou o que viria a ser a maior reserva de petróleo do mundo e apoiou econômicamente a Alemanha Nazista. Sua subsidiária, California-Arabian Standard Oil Company, viria a evoluir para a empresa Arabian American Oil Company ou Aramco (atualmente, Saudi Aramco).
Em 2001, fundiu-se com a Texaco, mudando seu nome para ChevronTexaco. Em maio de 2005, a empresa anunciou que retornaria a se chamar apenas Chevron.

## Atividades
As atividades da Chevron incluem extração e transporte de petróleo e gás natural; refinação de petróleo; produção e venda de produtos químicos e geração de energia. A Chevron afirma que, após a fusão com a Unocal Corporation, tornou-se a maior produtora de energia geotérmica do mundo todo.

### No Brasil
A sede brasileira da empresa está localizada no Rio de Janeiro. Em 2009 a Chevron vendeu para o Grupo Ultra os seus ativos fixos (postos de combustíveis). A partir de 2012, todos os postos de combustíveis da Texaco deixaram de existir no Brasil, tornando-se postos Ipiranga.

### Em Angola
Em Angola, encontra-se representada pela sua subsidiária Cabinda Gulf Oil Company Limited (CABGOC), detendo 100℅ do seu capital. A sua sede está localizada em Luanda. A Chevron iniciou as suas atividades em Angola no ano de 1954, quando a CABGOC realizou o primeiro estudo geológico de campo.

## Desastres ambientais
Os efeitos locais das atividades da Chevron-Texaco nos últimos 30 anos têm sido desastrosos. A exploração petroleira no norte da Amazônia equatoriana é responsável pelo desmatamento de dois milhões de hectares. Mais de 650.000 barris de resíduos tóxicos foram derramados nas matas e rios. Metais pesados provenientes da exploração do petróleo contaminaram as fontes de água da região. Várias etnias indígenas, como os Cofanes, Sionas e Secoyas foram afetados até converterem-se em minorias em perigo de extermínio.
De 1964 a 1990, a Texaco, pertencente à Chevron, despejou bilhões de galões de lixo tóxico na Amazônia equatoriana e depois foi embora. Apesar de condenada pela justiça do Equador, a Chevron tem feito uso de seu poderoso lobby e do seu departamento de relações públicas para intimidar seus críticos e se esquivar da responsabilidade pelo enorme desastre ambiental e humano que causou.
A Chevron disse várias vezes que se recusa a pagar pela limpeza da região, apesar da decisão judicial, dizendo que lutará até o fim.
Em novembro de 2011, a Chevron foi responsável pelo vazamento de óleo na Bacia de Campos, estado do Rio de Janeiro, em razão da abertura de fissuras durante atividades de perfuração. Estima-se que a mancha de óleo tenha alcançado 18 km de extensão, cobrindo uma área de 11,8 km².